# Asclepias viridiflora
Asclepias viridiflora ist eine Pflanzenart aus der Gattung Seidenpflanzen (Asclepias) in der Unterfamilie der Seidenpflanzengewächse (Asclepiadoideae). Sie ist in Nordamerika weit verbreitet.

## Beschreibung

### Vegetative Merkmale
Asclepias viridiflora wächst als ausdauernde, krautige Pflanze, die Wuchshöhen von 15 bis 90 cm (10 bis 50 cm) erreicht. Die steifen aufrechten oder auch aufsteigenden Stängel sind meist unverzweigt, selten auch an der Basis verzweigt und von einem kaum wahrnehmbaren Flaum bedeckt oder kahl. Es wird eine Pfahlwurzel gebildet.
Die Laubblätter stehen gegenständig bis unregelmäßig alternierend am Stängel. Die Blattstiele sind, wenn überhaupt ausgebildet bis maximal 1 cm lang. Die in der Form sehr variable Blattspreite kann bei einer Länge von 4 bis 13 cm und einer Breite von 1 bis 6 cm von annähernd rundlich bis linealisch sein. Die festhäutige Blattspreite ist von einem kaum wahrnehmbaren Flaum bedeckt oder sind kahl.

### Generative Merkmale
Die Blütezeit reicht von Mai bis August. Die wenigen bis zahlreichen Blütenstände bilden sich seitlich an den oberen Nodien. Die halbkugeligen enthalten meist viele dicht stehende Blüten. Die Blütenständsschäfte sind meist kurz oder fehlen nahezu, und sind, wenn vorhanden bis max. 1,5 cm lang. Die Außenseite ist fein flaum behaart. Die schlanken Blütenstiele besitzen eine Länge von maximal etwa 2 cm.
Die mäßig großen sowie hellgrün gefärbten Blüten sind zwittrig, radiärsymmetrisch und fünfzählig. Die fünf Kelchblätter sind mit einer Länge von 3 bis 4 mm eiförmig-lanzettförmig und fein flaumig behaart. Die fünf Kronblätter sind stark zurückgebogen (bis nahe dem Blütenstiel) und die Kronzipfel sind etwa 6 bis 7 mm lang. Die Blüte wirkt dadurch länglich, von oben ist im Wesentlichen nur die Nebenkrone sichtbar. Das Gynostegium ist sitzend und hellgrün gefärbt. Die staminalen Nebenkronenzipfel sind länglich, tief sackförmig, und 4 bis 5 mm lang (und damit ungefähr so lang wie der Griffel). Der Griffelkopf ist 3 bis 4 mm hoch. Interstaminale Nebenkronenzipfel sind nicht ausgebildet.
Die aufrecht auf nach unten abgebogenen Stiel stehenden Balgfrüchte sind bei einer Länge von 7 bis 15 cm und einem Durchmesser von 1,5 bis 2 cm schlank spindelförmig. Die Außenseite ist fein flaumig behaart. Die bei einer Länge von 6 bis 7 mm eiförmigen Samen besitzen einen 3 bis 5 cm langen, hellbraunen Haarschopf.

## Vorkommen
Asclepias viridiflora kommt in Kanada (Alberta, British Columbia, Manitoba, Ontario und Saskatchewan), in den Vereinigten Staaten (Bundesstaaten Alabama, Arizona, Arkansas, Connecticut, Delaware, Georgia, Illinois, Indiana, Iowa, Kansas, Kentucky, Louisiana, Maryland, Michigan, Minnesota, Montana, Nebraska, New Jersey, New Mexico, New York, North Carolina, North Dakota, Oklahoma, Pennsylvania, South Carolina, South Dakota, Tennessee, Texas, Virginia, West Virginia, Wisconsin und Wyoming) und in Mexiko (Bundesstaaten Coahuila und Nuevo Léon) vor.
Asclepias viridiflora wächst in Lichtungen, Prärien, Ebenen und steinigen oder sandigen Hängen. Sie hat sich auch entlang von Straßen und auf aufgegebenen Feldern ausgebreitet.

## Systematik
Die Erstbeschreibung erfolgte 1808 durch Constantine S. Rafinesque-Schmaltz in Medical Repository, Ser. 2, 5, S. 360. Es gibt drei Homonyme deren Veröffentlichung aber ein paar Jahre später erfolgten: Asclepias viridiflora Pursh, Asclepias viridiflora Goyder und Asclepias viridiflora Roxb. ex Decaisne in de Candolle. Weitere Synonyme für Asclepias viridiflora Raf. sind: Acerates lanceolata Steud., Acerates linearis (A.Gray) Lunell, Acerates viridiflora (Raf.) Eaton, Acerates viridiflora var. ivesii Britton, Acerates viridiflora var. lanceolata A.Gray, Acerates viridiflora var. linearis A.Gray, Asclepias ivesii (Britton) Wooton & Standl., Asclepias lanceolata E.Ives, Asclepias nutans Muhl. ex Steud., Asclepias viridiflora var. lanceolata Torr., Asclepias viridiflora var. linearis (A.Gray) Fernald, Gomphocarpus viridiflorus (Raf.) Spreng., Otanema lanceolata Raf., Otanema ovata Raf., Polyotus heterophyllus Nutt.
Das Artepitheton viridiflora bezieht sich auf die grüne Blütenfarbe.